# EX-117
La carretera EX-117 es de titularidad de la Junta de Extremadura. Su categoría es básica. Su denominación oficial es   EX-117 , de   N-521  a   EX-108  por Alcántara.

## Inicio
Su origen está en la intersección con la   N-521  cerca de Membrío. (39°30′55″N 7°02′52″O / 39.515289, -7.047908)

## Final
Su final está en el km 122 de la carretera   EX-108 , unos 10 km antes de que esta última carretera se interne en Portugal por Termas de Monfortinho.